# New Forest (distretto)
New Forest è un distretto dell'Hampshire, Inghilterra, Regno Unito, con sede a Lyndhurst.
È di minore estensione rispetto a quello che è veramente la new forest naturale

## Storia
Il distretto fu creato con il Local Government Act 1972, il 1º aprile 1974 dalla fusione del borough di Lymington col distretto rurale di New Forest e parte del distretto rurale di Ringwood and Fordingbridge.

## Parrocchie civili
- Ashurst and Colbury
- Beaulieu
- Boldre
- Bramshaw
- Bransgore
- Breamore
- Brockenhurst
- Burley
- Copythorne
- Damerham
- Denny Lodge
- East Boldre
- Ellingham, Harbridge and Ibsley
- Exbury and Lepe
- Fawley
- Fordingbridge
- Godshill
- Hale
- Hordle
- Hyde
- Hythe and Dibden
- Lymington and Pennington
- Lyndhurst
- Marchwood
- Martin
- Milford-on-Sea
- Minstead
- Netley Marsh
- New Milton
- Ringwood
- Rockbourne
- Sandleheath
- Sopley
- Sway
- Totton and Eling
- Whitsbury
- Woodgreen